# Montrealer Übereinkommen
Das Übereinkommen zur Vereinheitlichung bestimmter Vorschriften über die Beförderung im internationalen Luftverkehr, kurz: Montrealer Übereinkommen (Abk. MÜ) regelt Haftungsfragen im internationalen zivilen Luftverkehr, das heißt sowohl Fragen des Gütertransports als auch Fragen der Personenbeförderung. Das Montrealer Übereinkommen wurde am 28. Mai 1999 unterzeichnet. Kern dieser Übereinkunft ist die Modernisierung der rechtlichen Vorgaben bei einer Luftbeförderung. Dabei geht es vor allem um die Haftung des vertraglichen Luftfrachtführers für Schäden, die während eines Fluges an Personen, Gepäck oder Fracht entstehen. Das Montrealer Übereinkommen ist seit 2004 in Deutschland und Österreich, seit 2005 auch in der Schweiz in Kraft. Es löste das seit 1929 geltende Warschauer Abkommen über die Beförderung im internationalen Luftverkehr ab (siehe aber auch Abschnitt Anwendungsbereich).
Das Montrealer Übereinkommen ist in den sechs offiziellen UNO-Sprachen (Arabisch, Chinesisch, Englisch, Französisch, Russisch und Spanisch) abgefasst, wobei jeder Wortlaut gleichermaßen verbindlich ist. Das bedeutet im Umkehrschluss, dass die deutsche Übersetzung keine verbindliche Fassung des Vertrages darstellt.

## Anwendungsbereich
Das Abkommen trifft Regelungen für jede internationale Beförderung von Personen, Reisegepäck oder Gütern, die durch Luftfahrzeuge gegen Entgelt erfolgt. Es gilt zudem für unentgeltliche Beförderungen durch Luftfahrzeuge, wenn sie von Luftfahrtunternehmen ausgeführt werden (Art. 1 Abs. 1 MÜ).
Anmerkung: Da nicht alle Staaten der Erde Vertragsstaaten des Montrealer Übereinkommens sind, ist im Einzelfall zu prüfen, ob nicht doch noch auf die konkrete Beförderung das alte Warschauer Abkommen (WA) von 1929/1955, das Zusatzabkommen von Guadalajara zum Warschauer Abkommen (ZAG) oder einer der anderen völkerrechtlichen Verträge auf die konkrete Beförderung Anwendung findet. Das Verhältnis des MÜ zu diesen Abkommen regelt Art. 55 MÜ. Bei der International Civil Aviation Organization (ICAO) kann der aktuelle Stand der Mitglieder der einzelnen internationalen Luftbeförderungs-Verträge nachgefragt werden.

## Personenschäden
Bis zu einem Höchstbetrag von 151.880 Sonderziehungsrechten pro Fluggast normiert das MÜ eine verschuldensunabhängige Haftung (Anmerkung: Ab 28. Dezember 2024 – Die letzte Anhebung der Haftungshöchstgrenze von 113.100 auf 128.821 SZR erfolgte im Jahre 2019 nach Art. 24 MÜ). Für den darüber hinausgehenden Schaden besteht eine unbegrenzte Haftung des Luftfrachtführers für vermutetes Verschulden. Der Luftfrachtführer kann einer unbegrenzten Haftung also nur entgehen, wenn er nachweist, dass sein Verhalten nicht zum Schadenseintritt beigetragen hat (Art. 17 Abs. 1 und Art. 21 MÜ).

## Verspätungsschäden
- Für Schäden durch Verspätung bei der Beförderung von Personen haftet der Luftfrachtführer aus vermutetem Verschulden bis zu einem Betrag von 6.303 Sonderziehungsrechten je Reisendem (Art. 19 und Art. 22 Abs. 1 MÜ) (Anmerkung: Ab 28. Dezember 2024 –  Die letzte Anhebung der Haftungshöchstgrenze von 4.694 auf 5.346 SZR erfolgte im Jahre 2019 nach Art. 24 MÜ).
- Bei der Beförderung von Reisegepäck haftet der Luftfrachtführer bei Verspätung bis zu einem Betrag von 1.519 SZR (Art. 19 und Art. 22 Abs. 2 MÜ) (Anmerkung: gültig ab 28. Dezember 2024 – Die letzte Anhebung der Haftungshöchstgrenze von 1.131 auf 1.288 SZR erfolgte im Jahre 2019 nach Art. 24 MÜ).
- Die Begrenzungen nach Art. 22 Abs. 1 oder Abs. 2 MÜ entfallen, wenn der Geschädigte nachweisen kann, dass der Schaden durch Vorsatz oder Leichtfertigkeit des Luftfrachtführers herbeigeführt wurde (Art. 22 Abs. 5 MÜ). Um der Haftung nach Art. 22 Abs. 1 oder Abs. 2 MÜ zu entgehen, muss der Luftfrachtführer nachweisen, alle zumutbaren Maßnahmen zur Verspätungsvermeidung getroffen zu haben oder dass es ihm nicht möglich war, solche Maßnahmen zu ergreifen.
- Die Haftungshöchstgrenze im Falle einer Verspätung beim Gütertransport beträgt nach Art. 19 und 22 Abs. 3 MÜ nunmehr 26 SZR je Kilogramm des Gesamtgewichts der unmittelbar betroffenen Frachtstücke (Anmerkung: Ab 28. Dezember 2024 – Die letzte Anhebung der Haftungshöchstgrenze von 19 auf 22 SZR erfolgte im Jahre 2019 nach Art. 24 MÜ).

## Sachschäden

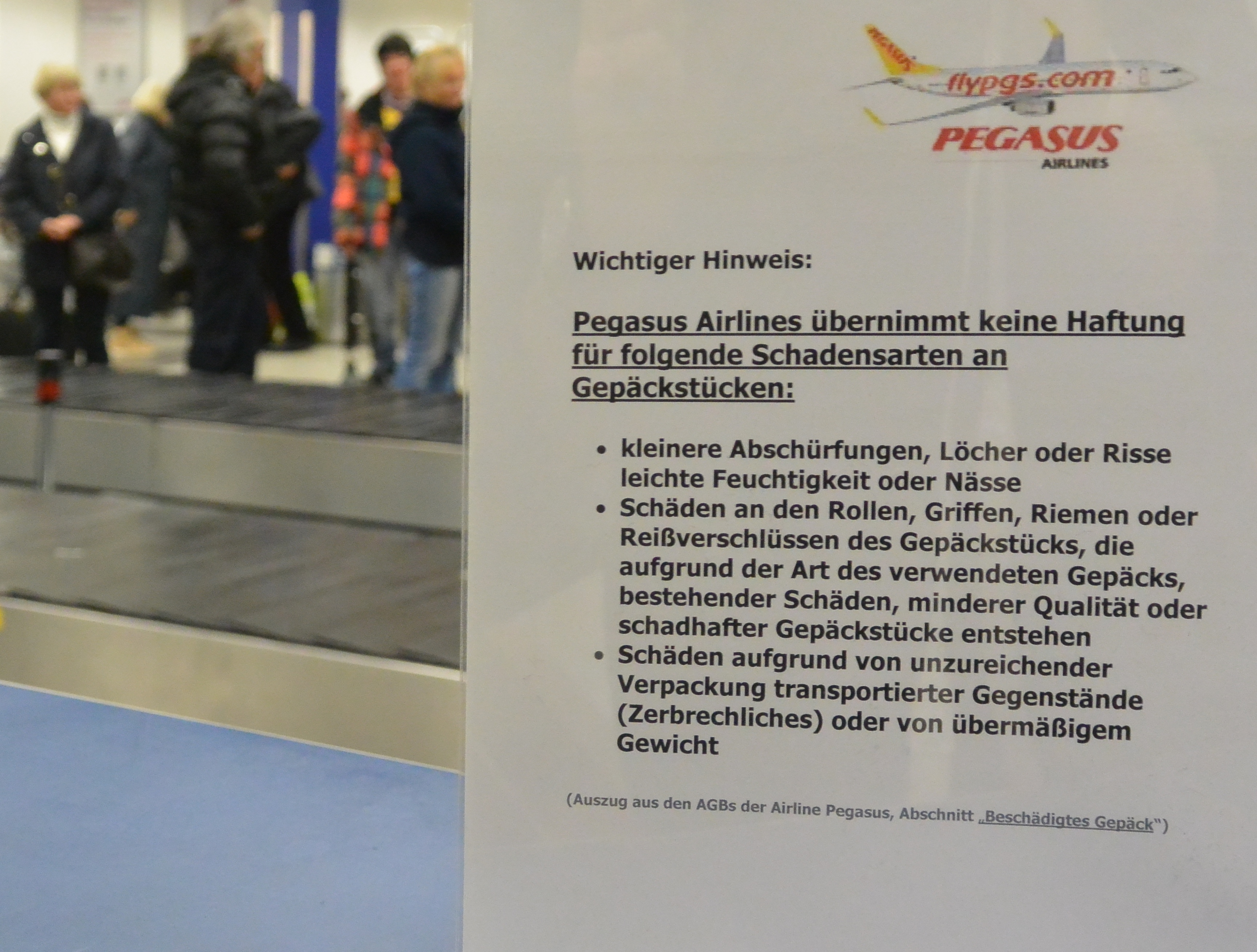
Das Kleingedruckte bei Gepäckverlust; Hinweisschild der Pegasus Airlines

- Die Haftungshöchstgrenze für Zerstörung, Verlust oder Beschädigung von Reisegepäck beträgt 1.519 SZR je Reisendem (Art. 17 Abs. 2–4 und Art. 22 Abs. 2 MÜ) (Anmerkung: gültig ab 28. Dezember 2024 – Die letzte Anhebung der Haftungshöchstgrenze von 1.131 auf 1.288 SZR erfolgte im Jahre 2019 nach Art. 24 MÜ). Für Zerstörung, Verlust oder Beschädigung von aufgegebenem Reisegepäck haftet das Luftfahrtunternehmen verschuldensunabhängig (außer der Schaden ist auf die Eigenart des Reisegepäcks oder einem ihm innewohnenden Mangel zurückzuführen). Die Haftungsgrenze für Reisegepäck entfällt, wenn der Passagier nachweisen kann, dass der Schaden durch Vorsatz oder Fahrlässigkeit des Luftfrachtführers herbeigeführt wurde. Um seine Entschädigungsansprüche vollständig geltend machen zu können, muss der Passagier einen Nachweis erbringen können, welche Gepäck-Gegenstände zerstört oder beschädigt wurden oder verloren gegangen sind. Die Bemessungsgrundlage basiert im Falle einer Entschädigung dann nicht auf dem Neupreis, sondern dem Restwert des betroffenen Reisegepäcks.[4]
- Die Haftungshöchstgrenze für Zerstörung, Verlust, Beschädigung und Verspätung beim Gütertransport beträgt nach Art. 18 und Art. 22 Abs. 3 MÜ nunmehr 26 SZR je Kilogramm des Gesamtgewichts der unmittelbar betroffenen Frachtstücke (Anmerkung: Ab 28. Dezember 2024 – Die letzte Anhebung der Haftungshöchstgrenze von 19 auf 22 SZR erfolgte im Jahre 2019 nach Art. 24 MÜ).[5]

## Besonderheiten
- Eine vollständige oder teilweise Haftungsbefreiung ist möglich, wenn der Luftfrachtführer nachweist, dass die Person, die den Schadenersatzanspruch erhebt, oder ihr Rechtsvorgänger den Schaden durch eine unrechtmäßige Handlung oder Unterlassung, sei sie auch nur fahrlässig, verursacht oder dazu beigetragen hat, und diese Handlung oder Unterlassung den Schaden verursacht oder dazu beigetragen hat (Art. 20 MÜ).
- Die Haftungshöchstgrenze gilt bei Lufttransport von Gütern auch bei Vorsatz und Leichtfertigkeit/Grobem Verschulden des Schädigers oder seiner Leute [Anm.: anders als bei den anderen internationalen Verträgen zur grenzüberschreitenden Beförderung von Gütern: CMR für den internationalen Straßengüterverkehr, CMNI für den internationalen Transport auf Binnenschiffen und COTIF für den internationalen Transport auf Eisenbahnen]. Allerdings kann die Haftungshöchstgrenze des MÜ durch Vereinbarung zwischen den Vertragsparteien angehoben werden (Art. 25 MÜ).
- Im Gegensatz zu den anderen bestehenden internationalen Beförderungsabkommen (s. o.) können beim MÜ die Haftungshöchstbeträge angepasst werden, ohne dabei gleich den ganzen Vertrag neu verhandeln zu müssen (Art. 24 MÜ). Die letzte Anpassung erfolgte zum Dezember 2024.